# دانش الشيرازي
دانش الشيرازي (1268 - 1350 هـ / 1851 - 1931 م) هو شاعر فارسي، هو لطف علي نصيري أميني، وعرف كشاعر باسم دانش الشيرازي. ولد في شيراز - وتوفي في مدينة الري.

## آثاره
نظم الشعر باللغتين الفارسية والعربية. ذكر له صاحب كتاب «سخنوران آزربايجان» 122 مؤلفًا.